# Hernie abdominale
Pour les articles homonymes, voir hernie.
 Mise en garde médicale
Une hernie abdominale est une hernie qui affecte l'abdomen ; le péritoine forme le sac herniaire au contenu très variable : épiploon, anse intestinale le plus souvent, mais tout organe voisin peut être inclus. Les organes herniés le sont occasionnellement (hernie réductible) ou en permanence, pouvant alors provoquer une occlusion intestinale. Affection très répandue, la hernie peut rester stationnaire toute une vie ou grossir lentement jusqu'à prendre des proportions énormes.

## Présentation
Les hernies se font à travers les différents canaux naturels qui constituent les points faibles de la paroi. Elles se révèlent sous la forme de tuméfactions (grosseur) palpables. Leur retentissement est la gêne fonctionnelle liée à leur volume, ou à l'incarcération de l'organe.
Une hernie, qui se développe à partir d'un orifice naturel, est différenciée d'une éventration qui se développe sur une cicatrice chirurgicale et une éviscération qui correspond à la sortie des intestins à l'extérieur (blessures de guerre, post-chirurgical précoce).
Les signes révélateurs sont souvent discrets : douleurs à l'effort, à la marche. L'examen montre une saillie arrondie de taille variable se continuant dans la paroi abdominale par une portion rétrécie, le pédicule. Avec les doigts, on arrive à refouler la saillie herniaire et à le réintégrer dans l'abdomen. Il est alors possible d'étudier le trajet en introduisant le doigt dans l'orifice herniaire. Lorsque le malade tousse, la hernie se reproduit et subit une impulsion à chaque secousse.
Le trajet dépend de la nature de la hernie. Dans la hernie congénitale, le sac est un reliquat embryonnaire qui ne se ferme pas à la naissance (canal péritonéo-vaginal de la hernie inguino-scrotale). Dans la hernie acquise, le trajet se constitue sous l'influence de la poussée abdominale au niveau d'un point faible de la paroi (grossesses répétées, amaigrissement important…).

## Facteurs favorisants
Les facteurs favorisant l'aggravation d'une hernie peuvent être résumés par la « règle des 4 P » (poumons, poids, prostate, péritoine). Le port de poids, les modifications rapides de poids corporel, les maladies respiratoires chroniques ou aiguës entraînant une toux, les troubles du transit intestinal, ou l'apparition d'une ascite, les efforts de poussée urinaire lors d'un prostatisme, peuvent en effet entraîner l'augmentation rapide de volume d'une hernie, ou une complication, et doivent toujours être recherchés lorsque le patient consulte pour cette pathologie. Les symptômes cités représentent une forme d'impulsion et de pression supplémentaire pouvant révéler la hernie.

## Traitement
Le traitement dépend du type de hernie et du patient. Dans certains cas, mais pas tous, il peut être chirurgical. Dans ce cas, il consiste à réintégrer l'organe dans sa cavité, et à renforcer la paroi de la cavité selon différentes méthodes : suture (raphie) ou par pose de prothèse (plastie). La chirurgie peut présenter des complications, et notamment du point de vue de la douleur post-opératoire dans le cas des hernies inguinales.

## Histoire
Les hernies sont traitées chirurgicalement depuis très longtemps, avec un succès variable jusqu'aujourd'hui. C'était l'une des trois opérations autorisées au Moyen Âge par l'Église aux barbiers chirurgiens.
Au XVIe siècle, le chirurgien Ambroise Paré avait inventé un instrument constitué d'une lame de rasoir glissant dans une tige de sureau afin de « lever les hernies » (nommées hargnes à l'époque, en raison de l'étymologie du mot).

## Types
- Hernie crurale
- Hernie diaphragmatique
- Hernie épigastrique
- Hernie fémorale
- Hernie hiatale
- Hernie incisionnelle
- Hernie inguinale
- Hernie lombaire
- Hernie obturatrice
- Hernie ombilicale
- hernie paramédiane